# Cantone di Épinal-2
Il Cantone di Épinal-2 è una divisione amministrativa dell'Arrondissement di Épinal.
È stato istituito a seguito della riforma dei cantoni del 2014, che è entrata in vigore con le elezioni dipartimentali del 2015.

## Composizione
Comprende parte della città di Épinal e i comuni di:
- Archettes
- La Baffe
- Deyvillers
- Dignonville
- Dogneville
- Jeuxey
- Longchamp
- Vaudéville